# Вот идёт Мессия!
«Вот идёт Мессия!» — ранний израильский роман Дины Рубиной, изданный в 1996 году.
Первая публикация: журнал «Дружба народов» № 9/1996, 10/1996 г.
В 1997 году по роману создается одноименная аудиокнига.
Книга переиздавалась издательством ЭКСМО.
Роман был написан в период эмиграции Дины Рубиной в Израиль.
В виде книги роман вышел в 1996 в издательстве «Остожье» тиражом 1000 экземпляров.

О своем романе Дина Рубина как-то сказала:
«он не линеен, он достаточно партитурен, там много голосов и подголосков, даже главная героиня поделена надвое. Собственно, это роман о расщепленном сознании. Но не только об этом. Там много сюрпризов» («Литературная газета», № 45, 6.XI.96).
Исследователи отмечают, что роман представляет собой калейдоскоп человеческих судеб.

## Сюжет
Это роман в новеллах о жизни эмигрантов из России в современном Израиле, повествующий и о трудностях адаптации в новой среде. Роман насыщен красочными описаниями Тель-Авива, Иерусалима, еврейских поселений на контролируемых территориях.
В романе описан  переезд  семьи известной писательницы N. Героиня другой сюжетной линии - сорокалетняя учительница музыки Зяма, которая выпустила приложение к русскоязычной газете. Герой следующей новеллы - связывающий и разъединяющий героинь, - это сам Израиль, страна обетованная, где русских евреев никто не ждал.
Герои счастливы только в  стране, где израильский зной, чужая языковая среда, где люди зарабатывают на хлеб чем придется (учитель музыки издает политико-литературный журнал, а писательница моет по вечерам пол в офисах), где по ночам слышны пулеметные очереди, а сыновей забирают в армию, - .
Роман описывает страшные муки рождения.

## Особенности
Исследователи отмечают, что роман нетипичен для романистики Дины Рубиной. Роман «Вот идет Мессия!» был причислен Н. Л. Лейдерманом к произведениям, «близким традиции классического реализма».

## Награды
Премия Союза писателей Израиля